# Grmljani (Trebinje)
Pour les articles homonymes, voir Grmljani.
Grmljani (en serbe cyrillique : Грмљани) est un village de Bosnie-Herzégovine. Il est situé sur le territoire de la ville de Trebinje et dans la république serbe de Bosnie. Selon les premiers résultats du recensement bosnien de 2013, il compte 25 habitants.
Avant la guerre de Bosnie-Herzégovine, le village faisait entièrement partie de la municipalité de Trebinje ; après la guerre, son territoire a été partiellement rattaché à la municipalité de Ravno, nouvellement recréée et intégrée à la fédération de Bosnie-et-Herzégovine.

## Géographie
Le village est situé au bord de la Trebišnjica, un cours d'eau qui débouche pour une part dans la mer Adriatique et se jette pour une autre part dans la Neretva.
Il est entouré par les localités suivantes :
|                                      | Veličani Dubljani                      |         |
| Zavala (municipalité de Ravno, FBiH) | Grmljani                               | Sedlari |
|                                      | Gorogaše (municipalité de Ravno, FBiH) |         |

## Démographie

### Évolution historique de la population dans la localité
| 1948 | 1953 | 1961 | 1971 | 1981 | 1991 | 2013 |
| ---- | ---- | ---- | ---- | ---- | ---- | ---- |
| -    | -    | 244  | 187  | 124  | 84   | 25   |

|  |

### Répartition de la population par nationalités (1991)
En 1991, les 84 habitants du village étaient tous serbes.